# Sutwanus guajavae
Sutwanus guajavae – gatunek błonkówki z rodziny Pergidae.

## Taksonomia
Sutwanus guajavae został opisany w 2005 roku przez Davida. Smitha. Jako miejsce typowe podano San Francisco Do Rios, dzielnicę stolicy Kostaryki San José. Holotypem była samica.

## Zasięg występowania
Ameryka Środkowa, znany jedynie z Kostaryki.

## Biologia i ekologia
Rośliną żywicielską jest gujawa pospolita z rodziny mirtowatych.